# Іден-Валлі (Міннесота)
Іден-Валлі (англ. Eden Valley) — місто (англ. city) в США, в округах Мікер і Стернс штату Міннесота. Населення — 1027 осіб (2020).

## Географія
Іден-Валлі розташований за координатами 45°19′36″ пн. ш. 94°32′45″ зх. д. / 45.32667° пн. ш. 94.54583° зх. д. (45.326595, -94.545898).  За даними Бюро перепису населення США в 2010 році місто мало площу 3,16 км², з яких 3,15 км² — суходіл та 0,01 км² — водойми.

## Демографія
Згідно з переписом 2010 року, у місті мешкали 1042 особи в 434 домогосподарствах у складі 262 родин. Густота населення становила 330 осіб/км².  Було 485 помешкань (154/км²).
Расовий склад населення:
| - 96,2 % — білих - 0,6 % — корінних американців - 0,4 % — чорних або афроамериканців - 0,1 % — азіатів |

До двох чи більше рас належало 2,2 %. Частка іспаномовних становила 3,2 % від усіх жителів.
За віковим діапазоном населення розподілялося таким чином: 27,4 % — особи молодші 18 років, 57,2 % — особи у віці 18—64 років, 15,4 % — особи у віці 65 років та старші. Медіана віку мешканця становила 34,5 року. На 100 осіб жіночої статі у місті припадало 104,3 чоловіків;  на 100 жінок у віці від 18 років та старших — 102,4 чоловіків також старших 18 років.
Середній дохід на одне домашнє господарство  становив 42 304 долари США (медіана — 31 433), а середній дохід на одну сім'ю — 54 771 долар (медіана — 47 976). Медіана доходів становила 35 577 доларів для чоловіків та 26 318 доларів для жінок. За межею бідності перебувало 10,8 % осіб, у тому числі 10,0 % дітей у віці до 18 років та 10,4 % осіб у віці 65 років та старших.
Цивільне працевлаштоване населення становило 454 особи. Основні галузі зайнятості: виробництво — 34,6 %, освіта, охорона здоров'я та соціальна допомога — 16,7 %, будівництво — 10,6 %, науковці, спеціалісти, менеджери — 8,1 %.